# Белохвостиков, Александр Ефимович
Александр Ефимович Белохвостиков (бел. Аляксандр Яфімавіч Белахвосцікаў; 10 августа 1914, Альховик, Лиозненский район — 5 мая 1943, Витебский район) — участник Витебского партийно-комсомольского подполья во время Великой Отечественной войны.

## Биография
Родился 10 августа 1914 года в деревне Альховик (Ольховик, Ляховик-2) Лиозненского района Витебской области.
В 1938 году окончил Белорусский институт народного хозяйства в Минске.
Перед началом войны работал начальником сектора плановой комиссии Витебского облисполкома, внештатным секретарем Октябрьского районного комитета ЛКСМБ Витебска.
С первых дней оккупации Витебска вступил в ряды подпольщиков, имел псевдоним Альдемар (или Вальдемар).
С началом Великой Отечественной войны по решению Витебского горкома ЛКСМБ был оставлен в Витебске для подпольной работы. Был членом Витебского подпольного горкома ЛКСМБ. В июле 1941 года — мае 1943 года руководил разведывательно-диверсионной группой.
Группа действовала в центре города и поселке Стадионный с июля 1941 года до ноября 1943 года. Объединяла 25 человек и была связана с партизанской бригадой А. Ф. Данукалова, Лиозненским подпольным райкомом, армейской разведгруппой Ю. С. Рудакова («Жоржа», «Егора»).
5 мая 1943 года А. Е. Белохвостиков погиб недалеко от деревни Городняны (ныне — Новкинский сельсовет Витебского района).
За доблесть и мужество, проявленные в борьбе против немецко-фашистских захватчиков и особые заслуги в развитии партизанского движения в период Великой Отечественной войны в 1948 году Александр Белохвостиков посмертно награжден орденом Отечественной войны I степени.

## Награды и звания
- Орден Отечественной войны I степени

## Память
- В честь А. Е. Белохвостикова названа одна из улиц Витебска. От улицы Чапаева до зеленой зоны реки Витьбы в Октябрьском районе пролегает улица Белохвостикова. Это бывшая 2-я Стадионная, переименованная в 1968 году в честь Александра Белохвостикова.
- В 1968 году на доме № 29 по улице Белохвостикова в честь подпольщиков установлена мемориальная доска.
- Имя А. Е. Белохвостикова присвоено средней школе № 6 г. Витебска[2]. На здании школы размещён мурал, посвящённый А. Е. Белохвостикову. Одна из экспозиций в школьном музее посвящена Герою.

### В литературе
- Николай Пахомов. Нина Дорофеенко. Николай Дорофеенко. Книга «Витебское подполье».